# Ilan (piłkarz)
Ilan, właśc. Ilan Araujo Dall’Igna (ur. 18 września 1980 w Kurytybie) – brazylijski piłkarz grający na pozycji napastnika.

## Kariera klubowa
Ilan pochodzi z miasta Kurytyba i tam też rozpoczął piłkarską karierę w klubie Paraná Clube. W jego barwach zadebiutował w 1999 roku w lidze brazylijskiej, a w mistrzostwach Stanu Parana zajął 2. miejsce. W 2000 roku Ilan był zawodnikiem São Paulo FC i zajął z nim 6. miejsce w lidze. W 2001 roku wrócił do Kurytyby, ale tym razem podpisał kontrakt z Athletico Paranaense. Z Atlético doszedł do finału play-off – tam zagrał w pierwszym meczu przeciwko Sao Caetano, a jego zespół dwukrotnie wygrał (4:2 i 1:1) i wywalczył mistrzostwo Brazylii. W 2002 roku Ilan zajął jednak dopiero 14. miejsce, a w 2003 – 12. miejsce w lidze. W 2004 roku został z Athletico Paranaense wicemistrzem Brazylii.
Latem 2004 roku Ilan przeszedł do francuskiej drużyny FC Sochaux-Montbéliard. W Ligue 1 zadebiutował 21 sierpnia w przegranym 1:2 meczu z AJ Auxerre. Już w 10. kolejce w spotkaniu ze Stade Rennais FC (3:0) uzyskał hat-tricka, a w całym sezonie zdobył 14 goli dla Sochaux zostając najskuteczniejszym zawodnikiem zespołu. Ze swoim klubem wystąpił w rozgrywkach Pucharu UEFA (4 gole), a w lidze zajął dopiero 10. miejsce. W sezonie 2005/2006 Ilan także był najskuteczniejszym zawodnikiem Sochaux, tym razem zdobywając 10 bramek.
Latem 2006 roku Ilan za 6 milionów euro przeszedł do innego francuskiego pierwszoligowca, AS Saint-Étienne. W ASSE zadebiutował 5 sierpnia w przegranym 1:2 meczu z Sochaux. Stworzył atak z Markiem Heinzem i Bafetimbi Gomisem, a sam strzelił 9 bramek w Ligue 1, ale klub z Saint-Étienne nie spełnił oczekiwań kibiców i zajął dopiero 11. lokatę w lidze.
W zimowym okienku transferowym sezonu 2009/2010 Ilan przeszedł na zasadzie wolnego transferu do drużyny West Ham United. W Premier League zadebiutował 6 lutego 2010 w przegranym 1:2 wyjazdowym meczu z Burnley.
W 2010 roku Ilan wrócił do Brazylii i został piłkarzem SC Internacional, w którym swój debiut zanotował 23 września 2010 w meczu z Athletico Paranaense (0:1). Po rozegraniu 4 meczów ligowych w Internacionalu rozwiązał kontrakt i stał się wolnym zawodnikiem.
W sezonie 2011/2012 Ilan grał w AC Ajaccio, a w latach 2012–2014 w Bastii, która była jego ostatnim klubem w karierze.
| Sezon   | Klub                   | Kraj     | Rozgrywki      | Mecze | Bramki | Rozgrywki kontynentalne | Mecze | Bramki |
| ------- | ---------------------- | -------- | -------------- | ----- | ------ | ----------------------- | ----- | ------ |
| 1999    | Paraná Clube           | Brazylia | Série A        | 12    | 2      | –                       | –     | –      |
| 2000    | São Paulo FC           | Brazylia | Série A        | 12    | 1      | –                       | –     | –      |
| 2001    | Athletico Paranaense   | Brazylia | Série A        | 15    | 3      | –                       | –     | –      |
| 2002    | Athletico Paranaense   | Brazylia | Série A        | 1     | 0      | –                       | –     | –      |
| 2003    | Athletico Paranaense   | Brazylia | Série A        | 30    | 16     | –                       | –     | –      |
| 2004    | Athletico Paranaense   | Brazylia | Série A        | 18    | 3      | –                       | –     | –      |
| 2004/05 | FC Sochaux-Montbéliard | Francja  | Ligue 1        | 27    | 12     | Puchar UEFA             | 6     | 4      |
| 2005/06 | FC Sochaux-Montbéliard | Francja  | Ligue 1        | 27    | 10     | –                       | –     | –      |
| 2006/07 | AS Saint-Étienne       | Francja  | Ligue 1        | 33    | 9      | –                       | –     | –      |
| 2007/08 | AS Saint-Étienne       | Francja  | Ligue 1        | 31    | 6      | –                       | –     | –      |
| 2008/09 | AS Saint-Étienne       | Francja  | Ligue 1        | 31    | 9      | Puchar UEFA             | 6     | 5      |
| 2009/10 | AS Saint-Étienne       | Francja  | Ligue 1        | 12    | 2      | –                       | –     | –      |
| 2009/10 | West Ham United        | Anglia   | Premier League | 11    | 4      | –                       | –     | –      |
| 2010    | SC Internacional       | Brazylia | Série A        | 4     | 0      | –                       | –     | –      |
| 2011/12 | AC Ajaccio             | Francja  | Ligue 1        | 26    | 6      | –                       | –     | –      |
| 2012/13 | SC Bastia              | Francja  | Ligue 1        | 22    | 3      | –                       | –     | –      |
| 2013/14 | SC Bastia              | Francja  | Ligue 1        | 30    | 1      | –                       | –     | –      |

## Kariera reprezentacyjna
W reprezentacji Brazylii Ilan zadebiutował 19 czerwca 2003 w przegranym 0:1 meczu z Kamerunem, rozegranym w ramach Pucharu Konfederacji. Jako rezerwowy wystąpił także w dwóch pozostałych spotkaniach tego pucharu, ale z Brazylią nie wyszedł z grupy.